# 李占英
李占英（？—？）字潔岑，黑龙江省呼蘭县人。中华民国政治人物。

## 生平
1918年，中华民国第二届国会（俗称“安福国会”）开幕，李占英成为此届国会参议院议员。1920年，中华民国第二届解散，李占英随之去职。